# My Demons
A My Demons az első kislemez a Starset amerikai rockegyüttes Transmissions című stúdióalbumáról. 2013-ban jelent meg, de 2014-ben érte el az ötödik helyezést a Billboard Mainstream Rock Számok slágerlistán. A dal platina minősítést kapott az Amerikai Hanglemezgyártók Szövetségétől (RIAA).

## Kompozíció és a téma
A számot éles, hard rock dalként jellemzik, gitárral, basszussal, és fülbemászó refrénnel. AllMusic: drámai stílusú, vannak benne elektronikus elemek, kemény alt-rock és titokzatosabb, mint az X-akták egy teljes évada. Többrétegű, bonyolult stúdió összetételű. Az együttes néha élőben a szám akusztikus verzióját is játssza.
Az együttes frontembere, Dustin Bates jellemzése a dal szövegéről: „Az elnyomott főszereplő, szuperhős energiát nyer a szerelemből,” hasonló a 2008-as, Vasember filmben Tony Stark és Pepper Potts kapcsolatához. Ezzel szemben, a dal videóklipjét egy beszámoló ihlette, amit Dustin Bates olvasott Tesláról, amiben Nikola Tesla azt állította, hogy fogott egy földönkívüli jelet 1901-ben. A klipet Denver Cavins rendezte.

## Fogadtatás
A szám ötödik helyig kúszott fel a Billboard US Mainstream Rock Songs slágerlistáján 2014-ben. A dal 41 hétig szerepelt a listán, hosszabban, mint bármelyik szám abban az évben. A dal 73,000 letöltésnél tartott 2014 szeptemberében. A hagyományos slágerlistákon kívül, a Billboard magazin is külön kiemelte, az erős teljesítményt streaming honlapokon. A szám nagyon sikeres volt Youtube-on, 2014 szeptembere és 2016 november között 285.4 millió megtekintést ért el. Összehasonlításként, a legnézettebb videók két másik népszerű modern rock együttestől, az Uprisingnak a Musetól és a The Pretendernek a Foo Fighterstől, csak 81 és 143 millió megtekintője volt. A dal teljesítménye a Spotifyon is figyelemre méltó, 2017 áprilisáig több, mint 30 milliószor streamelték.

## Slágerlisták
| Slágerlista (2014)                          | Legmagasabb pozíció |
| ------------------------------------------- | ------------------- |
| US Mainstream Rock (Billboard)              | 5                   |
| US Hot Rock & Alternative Songs (Billboard) | 36                  |
| US Rock Airplay (Billboard)                 | 26                  |

| Slágerlista (2014)            | Pozíció |
| ----------------------------- | ------- |
| US Hot Rock Songs (Billboard) | 99      |

## Minősítések
| Régió                   | Minősítés | Példányszám |
| ----------------------- | --------- | ----------- |
| Kanada (Music Canada)   | Arany     | 40,000      |
| Egyesült Államok (RIAA) | Platina   | 1,000,000   |

## Fordítás
Ez a szócikk részben vagy egészben  a   My Demons című angol Wikipédia-szócikk ezen változatának fordításán alapul.  Az eredeti cikk szerkesztőit annak laptörténete sorolja fel. Ez a jelzés csupán a megfogalmazás eredetét és a szerzői jogokat jelzi, nem szolgál a cikkben szereplő információk forrásmegjelöléseként.